# アハメス (王女)

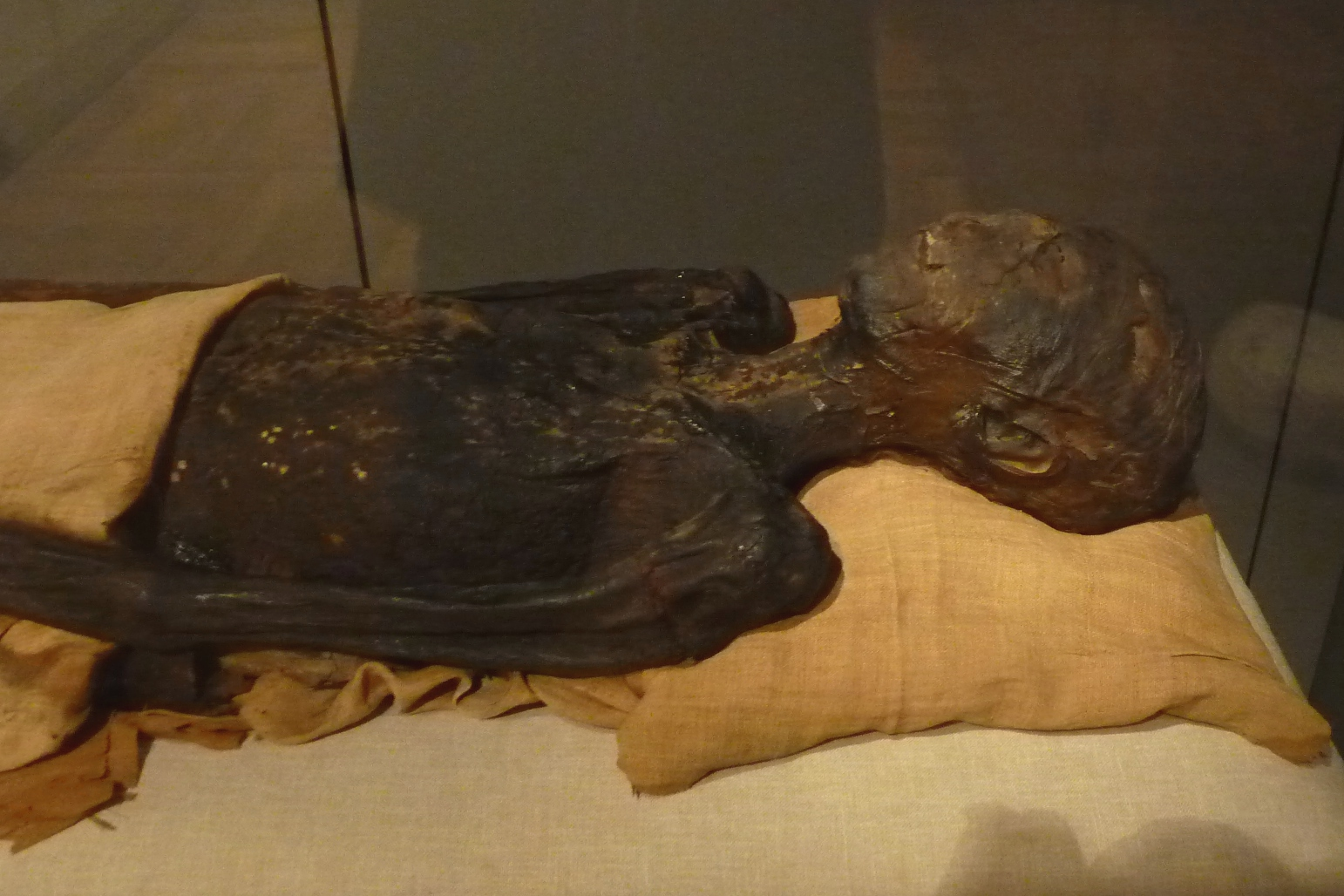
アハメス王女のミイラ

アハメス（Ahmose、「月の子」）は、エジプト第17王朝の王女。アハメスは、セケンエンラーとその姉妹兼妻であるスィトジェフティの間に産まれた、唯一知られている娘である。半血の兄弟姉妹にイアフメス1世とイアフメス＝ネフェルタリがいる。アハメスは、王の娘と王の姉妹の称号を持っていた。
アハメスは、彼女のより有名な半血兄弟姉妹よりも長命だったとみられている。彼女はトトメス1世の治世中（第18王朝）に、心臓病で40代で死去した可能性がある。 

## QV47
アハメスは王妃の谷のQV47に埋葬されていた。現在、彼女のミイラはトリノのエジプト博物館に所蔵されている。